# Esa mujer
Esa mujer és una pel·lícula dramàtica espanyola dirigida el 1969 per Mario Camus amb guió d'Antonio Gala i protagonitzada per Sara Montiel. Fou rodada a Pontevedra.

## Argument
A la fi del Segle XIX Soledad Romero, una coneguda cantant, és acusada d'assassinat. Durant el judici es revela la seva tràgica història. Al principi és monja missionera però és violada durant una revolta. Traumatitzada, abandona l'ordre i torna a Espanya per a treballar en un taller de brodats. Coneix a un tipògraf que l'abandona en conèixer el seu passat. Més tard coneix a un home major que descobreix el seu talent per al cant i la inicia en la seva carrera artística. Aconsegueix fer-se famosa i s'enamora d'un militar que sofreix de ludopatia i que la saca els diners. Després d'aquest desengany amorós decideix tornar al convent, però no és admesa. Finalment s'enamora d'un home casat amb el qual inicia un apassionat romanç.

## Repartiment
- Sara Montiel - Soledad
- Ivan Rassimov - Carlos
- Candida Losada - Sor Lucia
- Marcela Yurfa - Sor San Pablo
- Hugo Blanco - Juan José
- Marco Davo - Luis
- Jesús Aristu - Ramón
- Patricia Nigel - Eugenia
- Matilde Muñoz Sampedro - Eduarda